# Käldamäki
Käldamäki är en arkeologisk fyndplats i Mäkipää i Vörå.
I Käldamäki fann man i slutet av 1930-talet på ett källrikt åkerskifte lämningar av sju människoindivider, som blivit nedsänkta i grunt vatten. Skelettdelarna har tillhört kortvuxna och finlemmade personer. Fyndet är ett offerfynd och har på geologisk väg daterats till 600-talet. 